# Gary Winick
Gary Winick  (nascut el 1961 - 27 de febrer de 2011) fou un director de cinema i productor estatunidenc que ha dirigit pel·lícules com Tadpole  (2002) i  13 Going on 30  (2004). També ha produït pel·lícules com  Pieces of April  (2003) amb la qual Patricia Clarkson va ser nominada per l'Oscar a la millor actriu secundària i  November  (2004), pel·lícula independent de la seva empresa de producció InDigEnt (fundada el 1999), que va guanyar el 2003 el Premi Independent Spirit John Cassavetes per produir Personal Velocity .
Winick va dirigir el remake de La teranyina de la Carlota protagonitzada per Dakota Fanning. Es va estrenar el 15 de desembre de 2006. Les seves pel·lícules més recents són Bride Wars i Cartes a Julieta. i va aconseguir el Master of Fine Arts de la Universitat de Texas a Austin i de l'AFI Conservatory. Winick va anar a l'escola privada de Manhattan Columbia Grammar and Preparatory School i es va graduar el 1979.